# Nikkotettix erythrinae
Nikkotettix erythrinae är en insektsart som beskrevs av Irena Dworakowska 1995. Nikkotettix erythrinae ingår i släktet Nikkotettix och familjen dvärgstritar. Inga underarter finns listade i Catalogue of Life.